# Manfred Schmidt (Sänger)
Manfred Schmidt (* 27. Juni 1928 in Berlin) ist ein deutscher Opern-, Operetten-, Konzert- und Rundfunksänger der Stimmlage Tenor.

## Leben und Wirken
Manfred Schmidt studierte ab 1951 bei Jean Nadolovitch und bei Herbert Brauer. Im Nachwuchsstudio der Berliner Staatsoper wurde er ab 1954 gefördert von der Sängerin und Gesangspädagogin Tiana Lemnitz und dem Dirigenten Erich Kleiber, der ihn in mehreren Opern einsetzte. 1956 wurde er Konzert- und Rundfunksänger und hatte sein Bühnendebüt am Opernhaus Bielefeld, dem er bis 1961 angehörte. 1965 bis 1990 gehörte er zum Ensemble des Opernhauses Köln.
Manfred Schmidt gehört zu den Vertretern des leichten Tenorfachs, er trat – oft in Comprimariopartien – als Tenorbuffo, lyrischer Tenor und Charaktersänger auf. Zu seinem Repertoire gehören die Opern Der Bajazzo, Der Troubadour, Die Kluge, Der Vampyr, Violanta, Mathis der Maler, Die Zauberflöte, Die Meistersinger von Nürnberg, La traviata und Turandot, die komischen Opern Die vorgeblich Einfältige, Zar und Zimmermann und Don Pasquale und die Operetten Ein Walzertraum, Friederike, Die lustige Witwe, Der Bettelstudent und Der Zigeunerbaron.
Manfred Schmidt gastierte an Bühnen in Deutschland und im Ausland, so in London, Paris, Prag und am Teatro alla Scala in Mailand. Er trat bei den Salzburger Festspielen, bei den Bregenzer Festspielen, beim Holland Festival und beim Festival van Vlaanderen auf. Mehrere Sender und Labels setzten ihn bei Studio- und Schallplattenaufnahmen ein. 1964 nahm er unter der Leitung von Rudolf Alberth an der Studioproduktion von Der Kuckuck von Theben teil und 1970 mit Kurt Eichhorn Die Kluge. Mit den Sopranistinnen Anneliese Rothenberger und Herta Staal und dem Tenor Harry Friedauer nahm er unter der Leitung von Werner Schmidt-Boelcke das Singspiel Im weißen Rößl auf.
1973 war er Vokalist in dem musikalischen Hörspiel Das kalte Herz nach Wilhelm Hauff.
Manfred Schmidt war auch als Opernregisseur tätig.

## Hörspiele
- 1973: Wilhelm Hauff: Das kalte Herz. Vokalist. Musikalisches Hörspiel (BR, RB, SR, SFB, WDR)[6]